# Nickelodeon Kids’ Choice Awards 1993
6. gala Nickelodeon Kids’ Choice Awards odbyła się w roku 1993. Prowadzącymi galę byli Brian Austin Green, Holly Robinson Peete i Tori Spelling.

## Prowadzący
- Brian Austin Green
- Holly Robinson Peete
- Tori Spelling

## Zwycięzcy

### Najlepsza aktorka filmowa
- Whoopi Goldberg

### Najlepszy wykonawca
- Let Loose

### Hala Sław
- Robin Williams